# Eleonor
Eleonor è un album di Andrea Braido pubblicato nel 1992.

## Il disco
Primo album solista del virtuoso chitarrista. In questo disco Andrea Braido suona tutte le chitarre, il basso e la batteria accompagnato al sax da Rudy Trevisi.

## Tracce
1. I love Miles – 7:47
2. Braido Blues – 7:33
3. Oltre le mie mete – 3:14
4. Eleonora love – 5:37
5. Cat eyes – 6:13
6. Nightly world – 7:30
7. Prime ore a New York – 5:39
8. Funky waltz – 6:49
9. If you will live with me – 7:04
10. Coleman Moment – 7:27
11. A little song for Eleonora – 2:29

## Musicisti
- Andrea Braido - chitarra, basso, batteria, percussioni
- Rudy Trevisi - sax